# Linje 3 (Göteborgs spårvägar)
Linje 3 är en spårvagnslinje i Göteborg som har sitt ursprung i den första elektriska spårvagnslinjen som öppnades 1902.

## Linjehistorik[1]
Den blå linjen var den första elektriska spårvägslinjen som 1902 öppnade i Göteborg. Den 18 augusti gick den första reguljära turen mellan Järntorget och Slottsskogsgatan. Under hösten 1902 förlängdes sedan linjen i etapper tills hela den tänkta sträckningen Majorna (nuvarande Jaegerdorfsplatsen) - Redbergslid (Borgaregatan) öppnades 26 oktober. Hela den här sträckan trafikerades sedan fram till 1997 av den blå linjen.
- 1904 förlängdes linjen i östra änden till Redbergsplatsen.
- 1907 infördes linjenummer och den blå linjen fick nummer 3.
- 1909 förlängdes linjen väster ut till Carnegie, väldigt nära där vagnhallen Majorna ligger idag.
- 1917 började varannan tur fortsätta väster ut till Stadsgränsen, nuvarande Kungssten.
- 1924 förlängdes de turer som inte gick till stadsgränsen till Kungsladugård vid Klintens väg.
- 1925 förlängdes linjen till öster ut till Härlanda.
- 1927 tas grenen till Kungsladugård över av linje 4 och samtliga turer går till Stadsgränsen.
- 1949 förlängdes linjen öster ut till dagens ändhållplats i Kålltorp.
- 1952 delades linjen återigen i västra änden och varannan tur gick till Kungssten och varannan till Högsbogatan.
- 1962 förlängdes grenen till Högsbogatan vidare till Marklandsgatan/Frölundaborg och samtliga turer gick hit. Det här är i princip dagens linje 3 förutom en liten förändring genom centrum 1997.
- 1966 förlängs linjen till Frölunda.
- 1993 avkortades linjen till Axel Dahlströms Torg.
- 1997 gjordes den senaste förändringen då linjen åter kortades till Marklandsgatan samtidigt som den bytte väg genom centrum med linje 1, så den istället för att gå Järntorget - Grönsakstorget - Brunnsparken går via Vasagatan och Valand.